# Pfarrkirche St. Nikolai im Sausal

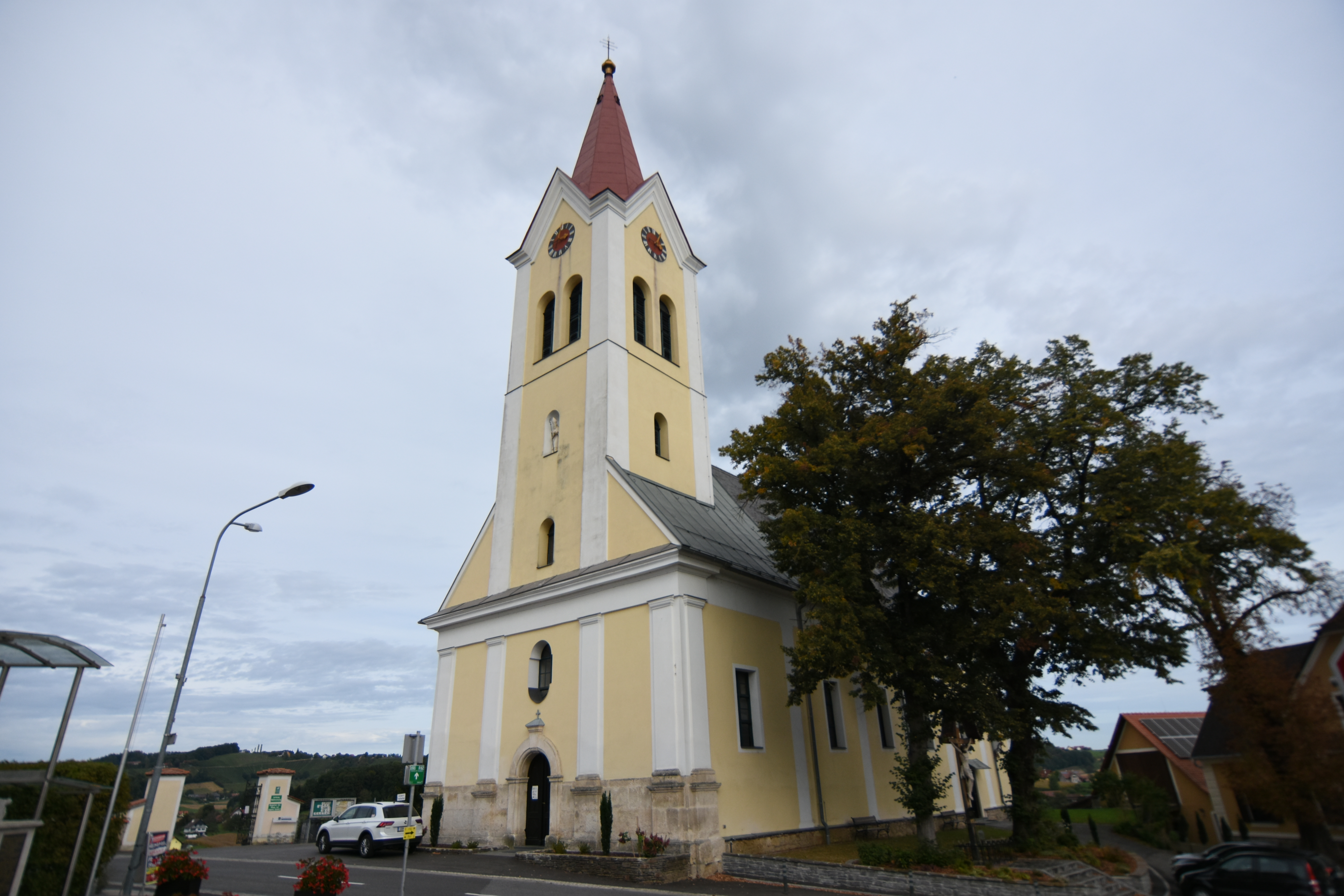
Katholische Pfarrkirche St. Nikolai im Sausal

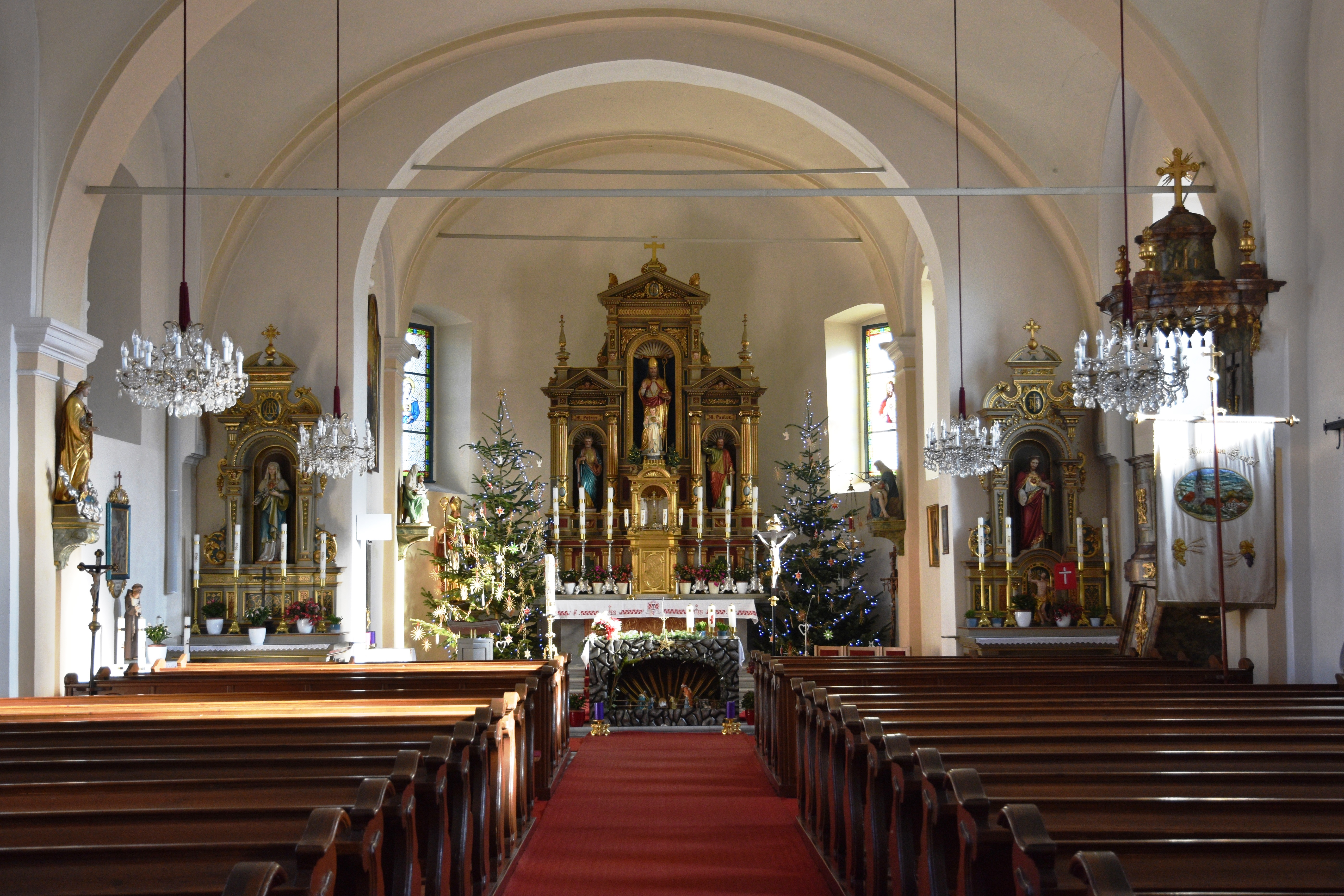
Langhaus, Blick zum Chor

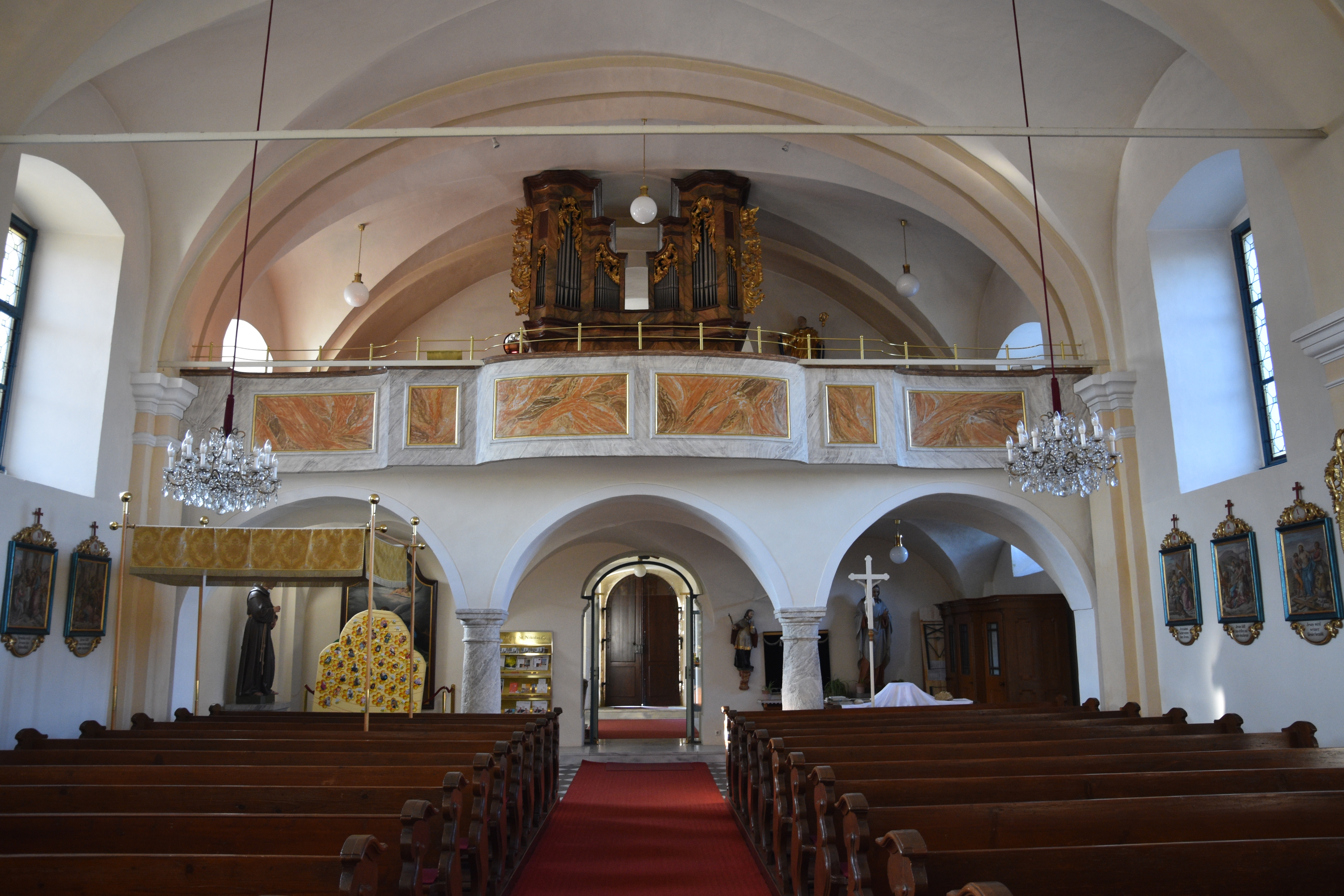
Langhaus, Blick zur Orgelempore

Die Pfarrkirche St. Nikolai im Sausal steht am östlichen Fuß des Nikolaiberges im Kirchweiler der Marktgemeinde Sankt Nikolai im Sausal im Bezirk Leibnitz in der Steiermark. Die dem Patrozinium hl. Nikolaus von Myra unterstellte römisch-katholische Pfarrkirche – dem Stift Admont inkorporiert – gehört zum Dekanat Leibnitz in der Diözese Graz-Seckau. Die Kirche und der Friedhof stehen unter Denkmalschutz (Listeneintrag).

## Geschichte
Die Kirche wurde 1140 dem Stift Admont übergeben. Von 1705 bis 1710 erfolgte unter Abt Marian Lendlmayr von Lendenfeld eine durchgreifende bauliche Umgestaltung nach den Plänen des Maurermeisters Bartlmä Ebner, die Kirche wurde 1763 neu geweiht. 1818 wurde der Chor neu erbaut, 1871 laut Inschrift der Turm. 1969 wurde die Kirche außen und 1971/1972 innen restauriert.
Der Pfarrhof ist ein stattlicher zweigeschoßiger barocker Bau unter einem Walmdach.

## Architektur
Das Kirchengebäude mit einem breiten fünfjochigen Langhaus und einem einjochigen Chor mit einem Halbkreisschluss hat Platzlgewölbe. Die dreiachsige Westempore steht auf einem Kreuzgratgewölbe. Der über der Westfront aufgebaute Turm trägt einen Spitzhelm.
Außen ostseitig der Sakristei ist ein Römerstein mit dem Rundbild eines Mannes eingemauert. 

## Ausstattung
Die Einrichtung entstand in der zweiten Hälfte des 19. Jahrhunderts.
In der Turmkapelle gibt es das Votivbild Maria als Beschützerin des Dorfes aus 1747, es wurde 1972 restauriert. Zwei barocke Bilder Kreuzigung und Maria als Himmelskönigin sind aus der zweiten Hälfte des 18. Jahrhunderts. Zwei Ovalbilder in einer reichen Rahmung zeigen die Heiligen Blasius und Sebastian gemalt in barocker Tradition von Johann von Lederwasch im ersten Viertel des 19. Jahrhunderts.
Die Orgel aus 1740 wurde 1972 restauriert. Eine Glocke nennt Georg Angerer 1747.